# Утеніс (Утена)
«Утеніс» (лит. Futbolo klubas «Utenos Utenis») — литовський футбольний клуб з Утени. Заснований 2013 року. Домашні матчі приймає на стадіоні «Утеніс».
Клуб створений в 1933 році як підрозділ клубу дозвілля «Утеніс», який у тому числі організовував читання книг, змагання з різних видів спорту, концертів, лекцій, ігор в доміно, шахів та інших розваг. У 1940 році футбольна команда разом із клубом дозвілля припинила своє існування, але після Другої світової війни, в 1946 році, його діяльність було відновлено. З часу заснування клуб тимчасово припиняв виступи у місцевих чемпіонатах та шість разів змінював назву. 
2013 року муніципальна рада Утени оголосила про створення державного підприємства ФК «Утеніс», яке згодом стало акціонерним товариством.
Нині ФК «Утеніс» виступає у вищому дивізіоні чемпіонату Литви із футболу.

## Попередні назви
- 1933—1940 — «Утеніс Утена»;
- 1946—1948 — «Жальгіріс Утена»;
- 1948 — «Вієнібе Утена»;
- 1948—1955 — «Жальгіріс Утена»;
- 1955—1957 — «Спартакас Утена»;
- 1957—1965 — «Немунас Утена»;
- з 1965 — «Утеніс Утена».

## Відомі футболісти
- // Алі Раджель